# Avril Bowring
Avril Bowring (geb. Usher; * 1. August 1942) ist eine ehemalige britische Sprinterin.
Bei den British Commonwealth Games 1970 in Edinburgh wurde sie für England startend über 400 m Sechste.

## Persönliche Bestzeiten
- 200 m: 24,2 s, 1970
- 400 m: 54,11 s, 22. Juli 1970, Edinburgh (handgestoppt: 54,0 s, 30. Mai 1970, London)